# Briefbogenaffäre
Als Briefbogen-Affäre wird das Fehlverhalten des damaligen deutschen Wirtschaftsministers und Vizekanzlers Jürgen Möllemann (FDP) um den Jahreswechsel 1992/93 bezeichnet. Mit dem offiziellen Briefkopf des Bundesministeriums für Wirtschaft empfahl Möllemann mehreren deutschen Handelsketten einen Kunststoffchip, der als Pfandmünze bei Einkaufswagen zum Einsatz kommen sollte, als "pfiffiges Produkt". Dieser Chip wurde von der Firma eines angeheirateten Vetters Möllemanns vertrieben.
Nachdem dieser Missbrauch des Ministeramtes bekannt wurde, übten Medien und Parteien starken öffentlichen Druck auf Möllemann aus. Nach verzögerten und unzureichenden Dementis gestand der Politiker die Vorwürfe schließlich ein und trat am 3. Januar 1993 mit sofortiger Wirkung sowohl vom Amt des Wirtschaftsministers als auch von dem des Vizekanzlers zurück.
Seine Nachfolger im Kabinett Kohl wurden Günter Rexrodt (als Wirtschaftsminister) und Außenminister Klaus Kinkel (als Vizekanzler).